# Α酸化

α酸化

α酸化（アルファさんか、α-oxidation）は、脂肪酸のカルボキシル末端から一炭素分子に分解する経路の一つである。
ヒトでは、摂取されたフィタン酸がペルオキシソームにおいてα酸化される。これはフィタン酸にはβメチル分枝がありβ酸化を受けられないためである。α酸化されたフィタン酸はプリスタン酸となる。

## 経路
フィタン酸のα酸化はすべてペルオキシソーム内で行われていると考えられている。
1. フィタン酸にCoAが結合し、フィタノイルCoAとなる。
2. フィタノイルCoAが、Fe2+とO2を使ったフィタノイルCoAジオキシゲナーゼの酵素反応によって酸化され、2-ヒドロキシフィタノイルCoAとなる。
3. 2-ヒドロキシフィタノイルCoAが、チアミンピロリン酸依存の2-ヒドロキシフィタノイルCoAリアーゼの酵素反応によりプリスタナールとホルミルCoAに分解される（ホルミルCoAは後にギ酸に分解され最終的に二酸化炭素となる）。
4. プリスタナールは、アルデヒドデヒドロゲナーゼによりプリスタン酸に変換される（プリスタン酸はβ酸化を受けることができる）。

## 欠損症
α酸化の酵素の欠損（主にフィタノイルCoAジオキシゲナーゼ）によりレフサム病 (Refsum disease) が発症する。これによりフィタン酸が蓄積し神経障害が起こる。この他、ペルオキシソームの障害でもα酸化が阻まれる。